# しろがねの鳥籠
『しろがねの鳥籠』（しろがねのとりかご）とは、2005年10月13日に発売されたスターフィッシュ・エスディ制作のPlayStation 2用冒険恋愛アドベンチャーゲーム。なお、書籍やECサイトでも『しろがねの鳥篭』と表記されることがあるが間違い。副題は「The Angels with Strange Wings」。
2012年12月12日にはニンテンドーDSiウェア版の「スターノベルズ しろがねの鳥籠」が発売された。
なお、ジャンルは恋愛アドベンチャーだが作中で明確に主人公とヒロインが恋人関係になったりキスなどの行為を行うことはなく、全年齢対象である。

## ストーリー
200年前の大戦で多くの人命と知識が失われた後、生き残った人々が少しずつ昔の生活を取り戻しつつあった時代（機関車、自動車、飛行船、テレビなどが存在し文明水準は現実の19世紀末葉～20世紀初頭）。大戦の後生まれはじめた特殊な能力を持つ子供たち「能力者」を人々は恐れ、大戦による国家崩壊後政府の役割を担っているセンチュリー協会は、能力者を「保護」という名目で集めると、壁に囲まれた町「ロッドタウン」に収容し監視するようになった。
少年ウォルも、センチュリー協会の一組織である公安こと公衆安全局によりロッドタウンに連れてこられ、同じように集められた6人の子供達と出会う。寮で生活を共にしていくうちに、ウォルは次第に彼らとうち解けていき、不自由ながらも穏やかな日々が続いていた。だが、やがて失われた技術を蘇らせようとする者の野望に巻き込まれていく。

## 登場人物

### 能力者の子供達
ウォル
主人公。本名ウォルター＝シュミット。16歳。芯のしっかりした少年。手で触れる事で「ものの記憶」を感じる能力を持っている。手先が器用で感じた記憶を元に修理するのが得意で、歴史にも詳しい。トマトが大の苦手。一時的な記憶喪失になった母親の記憶を探ろうとしたことがきっかけで能力が発覚し、公安に連行されてきた。
パット
声：前田愛（AiM）
本名パット＝ハイネ。14歳。明るいおてんばの少女。勉強は苦手でやや強引なところがある。危機を予知する能力を持っており、飛行船事故を予知してクラスメイトを救ったが、能力者に対する偏見から誤解されていじめを受ける。その後、事故を調査していた公安によって、ロッドタウンに連れてこられる。
ケティ
声：相沢舞
本名ケティ＝ベクレル。16歳。まじめでおっとりとした落ち着いた少女。少年少女が住む寮の寮長で、お姉さん的存在。しっかりしているように見えて感性がずれているところもあり、部屋には不気味な人形を飾っている。亡くなった人の記憶や思いを感じる能力を持っており、ある殺人事件の犯人を突き止め自首を勧めるも自殺され、それをきっかけに大きな注目を集め、ロッドタウンに連れてこられる。
プリス
声：西原久美子
本名プリス＝マイヤー。13歳。控えめでおとなしい泣き虫の少女。ウォルの事を「お兄ちゃん」と呼ぶ。町の診療所でリアの手伝いをしており、将来は医者になりたいと思っている。炎を操る能力を持っているため、幼い頃近所で連続放火事件が起こったときに犯人と誤解され、公安に引き渡される。
ビビ
声：野中カオリ
本名ヴィヴィアナ＝アビチェラ。15歳。わがままで勝気な少女。死んだ父から渡されたおもちゃを大切にしている。手で触れている間だけ触れた物の時間を逆行させる能力を持っている。人に対しても使うことができるため怪我をした人を延命させることもできるが、一時的なもののため過去に目の前で友達を亡くしたことがある。
ミニー
声：小松里歌
本名ミリア＝マリア＝ガルシア。15歳。無口で大人しい少女。いつもぼんやりとしていて眠っていることが多い。自然が好きで他人との接触を恐れている。能力者の使う能力を無効化する能力を持っている。両親が共に能力者で、生後まもなく能力者であることが発覚。また、それが能力者に対する能力という特殊なものだったので両親から引き離され、研究施設で育てられる。たくさんの木を見たいというささやかな欲求を胸にロッドタウンに来ることを決意する。
アンディー
本名アンディー＝マクミラン。17歳。いたずら好きでお調子者の少年。物の結びつきを緩めてしまう能力を持っている。ウォルと友人のような関係になる。過去の出来事でライラに対しては複雑な感情を抱いている。

### ロッドタウンの大人達
アマンダ
声：泉久美子
本名アマンダ＝ラング。23歳。ロッドタウンで能力者の調査や警備を行う公安の部隊の隊長。ハドレーを嫌っており、職務に忠実な一方、能力者の子供達を気にかけている。
ライラ
声：野中カオリ
本名ライラ＝クランドル。22歳。ウォル達が通うロッドタウンの学校の中等部教師。皮肉を言うときも怒っているときも常に穏和な笑みを浮かべているが、顔に似合わず生徒に対して嫌みな態度をとることが多い。
リア
声：山下絵里香
本名リア＝ホームランド。21歳。ロッドタウンの診療所の医師。優しく穏やかで、おおざっぱな性格。実はこっそりと自然治癒力を高める能力を使っている。
アルマ
声：山下絵里香
能力者たちの住む寮の寮母。しつけに厳しく子供達からは怖がられている。
ハドレー
ロッドタウンの所長。他人を見下したような態度をとることが多い。協会の目の届きにくいロッドタウンである企みをしている。
ブルックス
ロッドタウンにある駅の駅長。無愛想な一方、根は優しく主人公の無理な注文にも答えてくれる。
ベン
ロッドタウンに派遣された技術者。ハドレーの命令で「鉄トンボ」の修復に当たっている。気さくで統率力もあるため、部下からは慕われているが、機械オタクなので奥さんからは愛想を尽かされかけている。
カイン
アマンダの部下。真面目だが融通が利くところもあり、信頼できる人物。
アレン
ロッドタウンの学校の高等部教師。常に頭痛に悩まされており、よく学校を休んでいる。意地悪くひがみっぽい性格。

## 用語
ロッドタウン
不思議な力をもつ能力者たちを集め、監視する目的で山頂に作られた街。高い壁と門で外界と隔てられている。能力者達は子供の間この街で過ごし、18歳になると違う場所に連れて行かれる。過去に能力者による大火事が起きたため、すべてが鉄などの金属で作られている。落雷を避けるための避雷針がいくつも立てられており、名前の由来になっている。
センチュリー協会
200年前の大戦により既存の国家が崩壊した後、都市間の利害を調整する機関だったユニオンが、次第に政府の役割を果たすようになった組織。能力者達を「保護」の名目で集めている。
公安
センチュリー協会の機関の一つ・公衆安全局の略称。能力者達の監視などを担当している。アマンダらが所属している。
スカイレイ
大戦以来200年もの間飛びつづけている謎の飛行機。地中のマグマを動力源にしており、地震の原因となっている。近づきすぎると撃墜されてしまうためいまだに詳しい正体は不明。
鉄トンボ
ロッドタウンの近くで発見され、ハドレーによって密かに修復されている。200年前の機体の上、地底に埋まっていたにもかかわらず一切錆付いていない。

## 主題歌
オープニングテーマ「しろがねの鳥籠」
歌 - パット・ハイネ（前田愛（AiM）） / 作詞 - リリカルしおり / 作曲・編曲 - 益子重徳

## 関連商品
- しろがねの鳥籠 公式設定&攻略ガイド（NTT出版）

2005年10月31日初版 ISBN 475718171X

## スタッフ
- エグゼクティブ・プロデューサー：沖中日出光
- キャラクターデザイン・原画：みやじあつし
- シナリオ：荒川しょうぶ
- デザイン協力：TAKORASU
- サウンドクリエイター：福澤正洋